# Rudarius ercodes
Rudarius ercodes es una especie de peces de la familia Monacanthidae en el orden de los Tetraodontiformes.

## Morfología
Pueden llegar alcanzar los 7,5 cm de longitud total.

## Reproducción
Es ovíparo

## Hábitat
Es un pez de mar de clima templado y asociado a los  arrecifes de coral.

## Distribución geográfica
Se encuentra en Taiwán Japón (desde Honshu hasta el sur de Kyushu) y el sur de Corea

## Observaciones
Es inofensivo para los humanos.